# Bogolubovia
Bogolubovia is een geslacht van uitgestorven pterosauriërs behorend tot de Pterodactyloidea dat tijdens het Krijt leefde in het gebied van het huidige Rusland. De enige benoemde soort is Bogolubovia orientalis.

## Vondst en naamgeving
In 1914 beschreef de Russische paleontoloog Nikolai Nikolaewitsj Bogoloebow een bij Serdoba, nabij Saratov, gevonden halswervel van een pterosauriër. Het leek hem toe dat de wervel bepaalde kenmerken had van de halswervels van Pteranodon en hij besloot de vondst te benoemen als een soort van dat laatste geslacht. Echter, in die tijd werd dat, zij het niet op zeer goede gronden, identiek geacht aan de eerder benoemde Ornithostoma. Bogoloebow schiep daarom de soortnaam Ornithostoma orientalis voor zijn wervel; de soortaanduiding betekent 'de oostelijke' in het Latijn, een verwijzing naar de locatie van de vindplaats. In 1991 emendeerde George Olshevsky de soortnaam naar O. orientale, gezien het feit dat stoma onzijdig is.
Op dat moment was dit echter al tamelijk irrelevant geworden. In 1989 kwam Russisch paleontoloog Lev Nesov tot de conclusie dat het fossiel met Ornithostoma noch Pteranodon iets van doen had en schiep een nieuw geslacht: Bogolubovia, waarvan de naam dus de oorspronkelijke beschrijver eert. De hele soortnaam werd dan Bogolubovia orientalis.
Het fossiel, uit een verder onbekende laag van de Riboesjkaformatie uit het Opper-Krijt (vroeg-Campanien, 80 miljoen jaar oud), bestond — het is vermoedelijk verloren gegaan en er is geen holotype-registratie — uit gedeeltelijke middelste halswervel die erg breed is, over de exapofysen, de verstijvende horizontale werveluitsteeksels die typisch zijn voor afgeleide grote pterosauriërs, gemeten vijf centimeter wijd. De achterste gewrichtskop van het wervelcentrum is sterk naar achteren en boven samengedrongen. De wervel heeft pneumatische foramina in de zijden, openingen voor de luchtzakken om de holten van het bot binnen te dringen.
Vanaf de jaren negentig werd vrij veel fragmentarisch materiaal in hetzelfde gebied gevonden dat standaard aan Bogolubovia wordt toegewezen, maar de kwaliteit ervan is niet erg goed. Al in 1911 was een tandeloos kaakfragment ontdekt, ZIN PH, no. 48/43 en in 1998 werd het uiteinde van een vierde middenhandsbeen opgegraven, ZIN PH, no. 49/43. Het is niet zeker of het hier echt om dezelfde soort gaat. In 2005 werd het uiteinde van een spaakbeen beschreven en voorlopig aan Bogolubovia toegeschreven. In 2022 werden een vergroeide atlas en draaier aan het geslacht toegewezen.

## Beschrijving
Bogolubovia had, als we afgaan op het holotype, vermoedelijk een spanwijdte van drie à vier meter. Het laatste spaakbeen wijst op een iets groter formaat van 4,3 meter.

## Fylogenie
In 1991 kwam Nesov tot de conclusie dat het dier niet tot de Pteranodontidae behoorde maar tot de Azhdarchidae. Deze interpretatie wordt tegenwoordig algemeen gevolgd. David Unwin echter beschouwt de vorm als een nomen dubium vanwege het verloren gaan en de beperktheid van het holotype.